# Windpark Unzenberg
Der Windpark Unzenberg ist ein Windpark auf dem Gebiet der Ortsgemeinde Unzenberg im Hunsrück, Rheinland-Pfalz. Der Park liegt auf der Anhöhe nordöstlich des Ortes.

## Geschichte
Die Projektentwicklung des Windparks begann im Mai 2008, beantragt wurde er im Sommer 2008. Die Genehmigung erfolgte im Sommer 2011, mit dem Bau wurde umgehend begonnen. Die vollständige Inbetriebnahme aller Anlagen ist 2012 erfolgt.
Geplant und gebaut wurde der Windpark vom Projektierer juwi. 2012 hat die Thüga Erneuerbare Energien GmbH & Co. KG den Windpark erworben, die Betriebsführung bleibt bei Juwi. Am 13. März 2012 fand die offizielle Eröffnung des Windparks statt.

## Technik
Zum Einsatz kommen fünf Windkraftanlagen des Typs Vestas V90-2MW mit einer Nennleistung von jeweils 2 MW sowie zwei Anlagen des Typs Repower MM92 mit jeweils 2,05 MW. Die Nabenhöhe der Anlagen liegt bei 105 bzw. 100 Metern, der Rotordurchmesser bei 90 bzw. 92 Metern. Der generierte Strom wird über ein Umspannwerk in Kirchberg, das für den Windpark Kirchberg (Hunsrück) errichtet wurde und an das noch ein weiterer Windpark in der Umgebung angeschlossen werden wird, in das Hochspannungsnetz eingespeist.